# Ambroise Poupard-Duplessis
Pour les articles homonymes, voir Poupard.
Ambroise Poupard-Duplessis (26 septembre 1789 - Cossé-le-Vivien, † 15 mars 1858 - Laval) est un homme politique français du XIXe siècle, député de la Mayenne (1839-1842).

## Biographie
Médecin à Craon, il est élu aux Élections cantonales de 1833 dans la Mayenne, au Conseil général de la Mayenne comme représentant du Canton de Craon, où il reste jusqu'en 1855.
il est élu aux Élections législatives de 1839, député de la Mayenne en remplacement de Constant Paillard-Ducléré, décédé. Elu par 198 voix (372 votants). Il siège à gauche. 
Sa petite fille est l'épouse de Paul Le Breton, sénateur de la Mayenne.

## Sources partielles
- « Ambroise Poupard-Duplessis », dans Adolphe Robert et Gaston Cougny, Dictionnaire des parlementaires français, Edgar Bourloton, 1889-1891 [détail de l’édition]